# Devekut
Devekut, hebrejsky דְּבֵקוּת‎, je výraz, který v obecném hebrejském úzu znamená „oddanost a zbožnost“. V kabale však tento výraz vyjadřuje „společenství s Bohem“ ve smyslu dosažení nejvyššího stupně „přimknutí se“ nebo „přilnutí“ k němu, kterého dosahují jen ti, kdo se touto cestou výstupů vydají a tuto cestu dokončí. V běžném pojetí judaismu však samotná devekut není konečným bodem, ale výchozím. Každý ji může uskutečnit tím, že začne dbát na tarjag micvot, neboť jednotlivé micvy jsou v hlubším slova smyslu chápány jako pouta, jež člověka spojují s Bohem. Devekut svou podstatou nemá ani mesiášskou ani eschatologickou hodnotu – lze ji totiž dosáhnout již nyní vlastním osobním úsilím.